# Диас Гонсалес, Никандро
Никандро Диас Гонсалес (исп. Nicandro Diaz Gonzalez; 7 августа 1963, Монтеррей, Нуэво-Леон, Мексика — 18 марта 2024, Сан-Мигель-де-Косумель, Кинтана-Роо, Мексика) — мексиканский продюсер театра и кино и координатор производства.

## Биография
Родился 7 августа 1963 года в Монтеррее. После окончания средней школы попал на курсы к выдающиеся продюсеру Валентину Пимштейну и тот в возрасте 23-х лет был принят на должность координатора производства в культовые теленовеллы. В 1996 году был принят на должность ассистента продюсера, а через два года телекомпания Televisa утвердила его на должность исполнительного продюсера и с тех пор почти 20 лет производил теленовеллы. Он был известен не только как телевизионный продюсер, но также и как продюсер театра, поставив два музыкальных спектакля — Mi corazón es tuyo и ¡Vivan los Niños!
Скончался 18 марта 2024 года в Сан-Мигель-де-Косумели. Накануне, около 7:30 вечера по восточному времени, он попал в аварию на мотоцикле, пытаясь избежать столкновения с животным. Продюсер, который в момент аварии путешествовал со своим партнёром, получил сотрясение мозга, ему оказали помощь парамедики и доставили в больницу Сан-Мигель-де-Косумель, где он скончался от гиповолемического шока из-за травмы селезёнки, вызванной разрывом селезёнки.

## Фильмография

### В качестве координатора производства

#### Избранные телесериалы
- 1987—1988 — Дикая Роза + ассистент продюсера
- 1989 — Моя вторая мама
- 1989—1990 — Просто Мария
- 1991 — Шаловливая мечтательница
- 1992 — Американская карусель

### В качестве продюсера

#### Ассистент продюсера

##### Избранные телесериалы
- 1986 — Гора страдания

#### Ассоциированный продюсер

##### Избранные телесериалы
- 1997—1998 — Шалунья

#### Исполнительный продюсер

##### Избранные телесериалы
- 2000—2001 — Личико ангела
- 2005 — Наперекор судьбе
- 2008—2009 — Завтра — это навсегда
- 2010 — Я твоя хозяйка

## Награды и премии

### TVyNovelas(3 из 5)
| Год  | Номинация              | Теленовелла           | Итоги премии |
| ---- | ---------------------- | --------------------- | ------------ |
| 2014 | Лучшая мультиплатформа | Amores verdaderos     | Победа       |
| 2014 | Лучшая теленовелла     | Amores verdaderos     | Победа       |
| 2011 | Лучшая теленовелла     | Я твоя хозяйка        | Номинация    |
| 2010 | Лучшая теленовелла     | Завтра — это навсегда | Номинация    |
| 2008 | Лучшая теленовелла     | Destilando amor       | Победа       |

### INTE(0 из 1)
| Год  | Номинация               | Теленовелла     | Итоги премии |
| ---- | ----------------------- | --------------- | ------------ |
| 2003 | Лучшая теленовелла года | Vivan los niños | Номинация    |

### Galardón a los Grandes(1 из 1)
| Номинация       | Персона                | Итоги премии |
| --------------- | ---------------------- | ------------ |
| Лучший продюсер | Никандро Диас Гонсалес | Победа       |

### Bravo (2 из 2)
| Номинация          | Теленовелла       | Итоги премии |
| ------------------ | ----------------- | ------------ |
| Лучшая теленовелла | Destilando amor   | Победа       |
| Лучшая теленовелла | Amores verdaderos | Победа       |

### People en Español(2 из 2)
| Год  | Номинация          | Теленовелла           | Итоги премии |
| ---- | ------------------ | --------------------- | ------------ |
| 2009 | Лучшая теленовелла | Завтра — это навсегда | Победа       |
| 2009 | Mejor refrito      | Завтра — это навсегда | Победа       |

### Copa Televisa(3 из 3)
| Год  | Номинация          | Теленовелла            | Итоги премии |
| ---- | ------------------ | ---------------------- | ------------ |
| 2009 | Лучшая теленовелла | Завтра — это навсегда  | Победа       |
| 2013 | Лучшая теленовелла | Amores verdaderos      | Победа       |
| 2015 | Лучшая теленовелла | Hasta el fin del mundo | Победа       |

### ACE (4 из 4)
| Год  | Номинация          | Теленовелла            | Итоги премии |
| ---- | ------------------ | ---------------------- | ------------ |
| 2008 | Лучшая теленовелла | Destilando amor        | Победа       |
| 2011 | Лучшая теленовелла | Я твоя хозяйка         | Победа       |
| 2013 | Лучшая теленовелла | Amores verdaderos      | Победа       |
| 2014 | Лучшая теленовелла | Hasta el fin del mundo | Победа       |

### Premios Kids Choice Awards(1 из 1)
| Год  | Номинация                           | Теленовелла            | Итоги премии |
| ---- | ----------------------------------- | ---------------------- | ------------ |
| 2015 | Лучший телесериал, или телепередача | Hasta el fin del mundo | Победа       |

### Прочие награды (5 из 5)
- Reconocimiento a la «Gaviota» por la proyección a nivel internacional generada por la Novela Destilando Amor al difundir la cultura de la más mexicana de las bebidas: el Tequila (Fecha 2007)[20]
- Reconocimiento Alianza Gay Lésbica contra Difamación (GLAAD) Novela sobresaliente Amores verdaderos (2014)[21]
- Reconocimiento de Asociación Nacional de Locutores de México (2014)[22]
- Reconocimiento de la Revista Q Qué…México por el éxito de Amores verdaderos[23]
- Reconocimiento SITATYR 2015[24]

#### Итоги всех номинаций
| Выиграл   | Проиграл | Всего номинаций |
| --------- | -------- | --------------- |
| 21 премию | 3 премии | 24 номинации    |